# سالواتوره آلوی
سالواتوره آلوی (انگلیسی: Salvatore Aloi؛ زادهٔ ۱۱ نوامبر ۱۹۹۶) بازیکن فوتبال است.
از باشگاه‌هایی که در آن بازی کرده‌است می‌توان به باشگاه فوتبال آولینو اشاره کرد.